# Philip Ney
Philip Gordon Ney (ur. 1935) – kanadyjski psychiatra, psycholog kliniczny i psychoterapeuta, profesor University of British Columbia, wykładał na University of Calgary, University of Hong Kong, University of Otago w Nowej Zelandii. Dyrektor International Institute for Pregnacy Loss and Child Abuse Research and Recovery (IIPLCARR), a od 2002 r. International Hope Alive Counselors Association (IHACA). Założyciel ośrodka szkoleniowego Hope Alive w Mount Joy College. Autor kilku książek i kilkudziesięciu artykułów naukowych.
Kształcił się w ośrodkach uniwersyteckich w Kanadzie, w USA i w Wielkiej Brytanii (University of British Columbia, McGill University, University of London, University of Illinois). Podczas studiów w Londynie był słuchaczem wykładów Anny Freud i Johna Bowlbiego.
Członek towarzystw lekarskich, psychiatrycznych i organizacji naukowych m.in. Royal College of Physicians & Surgeons of Canada, Royal Australian and New Zealand College of Psychiatry, American Group Psychotherapy Association, Canadian Psychiatric Association.
Zajmuje się badaniami nad zaniedbaniem i przemocą wobec dzieci, a także ich związku ze stratami okołoporodowymi (prenatalnymi i perinatalnymi). Stworzył autorski, integralny model leczenia i psychoterapii osób z tym doświadczeniem, o nazwie Hope Alive (Żywa Nadzieja). Jako pierwszy opisał Syndrom Osoby Ocalonej od Aborcji.